# Allium gypsodictyum
Allium gypsodictyum är en amaryllisväxtart som beskrevs av Aleksei Ivanovich Vvedensky. Allium gypsodictyum ingår i släktet lökar, och familjen amaryllisväxter. Inga underarter finns listade i Catalogue of Life.